# Saint-Christol (Hérault)
Saint-Christol foi uma antiga comuna francesa na região administrativa de Occitânia, no departamento de Hérault. Estendeu-se por uma área de 11,29 km². Em 2010 a comuna tinha 2 172 habitantes (densidade: 192,4 hab./km²).
Em 1 de janeiro de 2019, passou a fazer parte da nova comuna de Entre-Vignes.